# 藏传佛教祭祀礼仪
祭祀礼仪，是藏传佛教的一种祭祀仪式。藏传佛教每年的正月、二月为大祭。正月元日跳舞祭，二日飞绳祭，三日翻杆；六日至二十一日大施祭，喇嘛诵经受布施；十五日灯祭，悬灯以卜岁；十八日驱魅祭；二十日观兵祭，观兵毕，喇嘛演送崇武；二十五日赛马祭；二十九日或三十日驱魔祭；二月十七日舞踏祭，祭时僧人演秘密术戏。